# Джо Кальзаге
Джо Кальзаге (англ. Joe Calzaghe; 23 березня 1972, Хаммерсміт, Англія, Велика Британія) — британський боксер-професіонал. Чемпіон світу в другій середній вазі за версіями WBO (1997—2008); IBF (2006); WBC (2007—2008); WBA (2007—2008). Загалом переміг 21 бійця за титул чемпіона світу.
Виграв всі 46 боїв у професійній кар'єрі. Пішов із боксу непереможеним.

## Професійна кар'єра

### Бій з Крісом Юбенком
У листопаді 1996 року Джо Кальзаге підписав контракт з промоутером Френком Ворреном, який намагався організувати бій з чемпіоном світу за версією WBO у другій середній вазі ірландцем Стівом Коллінзом. Але влітку 1997 року Коллінз оголосив про завершення кар'єри, тож 11 жовтня 1997 року в бою за вакантний титул чемпіона світу за версією WBO Кальзаге зустрівся ексчемпіоном світу британцем Крісом Юбенком і здобув перемогу одностайним рішенням, завоювавши титул WBO.

### Бій з Бернардом Хопкінсом
19 квітня 2008 року Джо Кальзаге проводив лише перший свій бій в Америці. Його суперником був один із найсильніших боксерів в історії Бернард Хопкінс. Вже в першому раунді правий крос Хопкінса відправив Кальзаге в нокдаун. Але Кальзеге швидко підвівся і встиг відновитися протягом відліку рефері. Хопкінс побачив, що удар не потряс суперника, тому і не пішов на добивання. Бій був дуже близький, але за рахунок великої кількості ударів від Кальзаге, судді віддали йому перемогу розділеним рішенням: 115-112, 113-114, 116-111. Британець протягом бою застосовував брудні прийоми, зокрема удари нижче поясу.

### Бій з Роєм Джонсом
У листопаді 2008 року відбувся бій між непереможеним валлійцем Джо Кальзаге і легендарним американцем Роєм Джонсом. У середині 1-го раунду Джонс зустрічним лівим гуком пробив у голову супротивника. Валлієць впав на канвас, але піднявся на рахунок 5.  Кальзаге встиг швидко відновитися, і кожен наступний раунд домінував. Він викидав величезну кількість ударів, і перевершував опонента у витривалості. Американець нічого не міг протиставити цьому тиску. До кінця бою над лівим оком Джонса утворилося розсічення. Після закінчення поєдинку всі судді однаковим розгромним рахунком 118–109 віддали перемогу Джо Кальзаге.
Після бою він сказав, що перемоги над двома американцями Хопкінсом і Джонсом доводять, що він заслуговує великої поваги. А також оголосив про завершення своєї боксерської кар'єри. Це був лише другий бій Кальзаге в Америці, американський глядач не дуже добре його знав, що і викликало певну недооцінку боксера.

## Визнання
2013 року Кальзаге був внесений до Зали боксерської слави WBC та разом з іншим британцем Найджелом Бенном був відзначений як найбільший чемпіон WBC у другій середній вазі в історії. Його зображення тепер закріплене за поясом WBC у другій середній вазі.